# Seishun Anime Zenshuu
«Анимированная японская классика» (яп. 住友生命 青春アニメ全集 сумитомо сэймэй сэйсюн анимэ дзэнсю:, букв. «Полное собрание юношеского аниме Sumitomo Seimei», также Seishun Anime Zenshuu, Youth Anime Complete Collection и Animated Classics of Japanese Literature) — японский анимационный сериал, транслировавшийся по телеканалу NTV с апреля по декабрь 1986 года. Спонсором сериала стала страховая компания Sumitomo Seimei.
Каждая серия, а иногда 2-3, представляет собой отдельную историю, являющуюся экранизацией известного произведения японской литературы XIX—XX века. Изначально было снято 32 серии, а через год было выпущено ещё две дополнительные серии.
В работе над сериалом принимали участие режиссёры Фумио Курокава, Акико Мацусима, Нобору Исигуро, Эйдзи Окабэ, Исаму Кумада, Хидэхито Уэда.

## Описание
Серия стала ответвлением от работы студии Nippon Animation «Театр мировых шедевров».
Сюжет коротких рассказов и повестей сохраняется в основе, а длинные романы режиссёры были вынуждены сократить, как в случае с пятисотстраничным романом «Театр жизни» (1936) Сиро Одзаки, сокращённым до менее чем 30 минут; часть аниме подверглась цензуре, как в «Танцовщице» Мори Огай, откуда были полностью удалены упоминания проституции. Английский вариант страдал от небрежного перевода, ошибок и отсутствия примечаний, поясняющих японские реалии. Выбор произведений для адаптации представляется случайным или чрезмерно консервативным, например, для экранизации был избран «Шум прибоя» Юкио Мисимы, но отсутствуют классические «Сатоми и восемь псов» или «Повесть о Гэндзи». В коллекцию входит экранизация произведения «Коидзуми Якумо», но не сказано, что это на самом деле американский писатель ирландского происхождения Лафкадио Хирн. Авторы The Anime Encyclopedia называют эту серию благородной, но провальной попыткой увлечь детей чтением настоящих книг.
Серия представляет собой отличное введение в классическую японскую литературу для иностранцев, и хотя повествование временами может быть сухим, оно затрагивает эмоции зрителя. Кроме знаковых романов, в коллекцию вошли и истории о взрослении и юношеской любви. Сюжеты охватывают различные периоды истории Японии, в основном от начала периода Мэйдзи (от 1868 года) до послевоенного времени (1950-е). Многие сюжеты трагические, соответствующие литературному первоисточнику, повествующие о трудностях, с которыми сталкивалась молодежь в строгом классовом обществе соответствующей эпохи.
Работа над каждой серией велась разными режиссёрами, и различаются они не только сюжетами, но и временем и местом действия, а также существенно различным стилем. Многие серии используют дизайн персонажей и пейзажей, специфичный для разных японских традиционных художественных стилей. Например, «Танцовщица из Идзу» и «Скитание» используют акварельные пейзажи, а «Кайдан: история и очерки об удивительных явлениях» представляет практически ожившую традиционную живопись. Стоит выделить «Сверстники», в которой используются простые формы и четкие линии, а также яркие цвета, так что в итоге создается впечатление, как если бы художники 1880-х годов получили возможность создать аниме.

## Список серий
| №  | Название | Автор оригинала      | Режиссёр        | Дата трансляции       |
| -- | --- | -------------------- | --------------- | --------------------- |
| 01 | Танцовщица из Идзу «Izu no Odoriko» (伊豆の踊子)                                                                                                | Ясунари Кавабата     | Кацуми Такасука | 25 апреля 1986 года   |
| 02 | Шум прибоя, глава 1 «Shiosai Zenpen: Haru no Mezame» (潮騒 前編 春のめざめ)                                                                     | Юкио Мисима          | Хидэхито Уэда   | 2 мая 1986 года       |
| 03 | Шум прибоя, глава 2 «Shiosai Kōhen: Natsu no Arashi» (潮騒 後編 夏のあらし)                                                                     | Юкио Мисима          | Хидэхито Уэда   | 9 мая 1986 года       |
| 04 | Могила в диких хризантемах «Nogiku no Haka» (野菊の墓)                                                                                          | Ито Сатио            | Исаму Кумада    | 16 мая 1986 года      |
| 05 | Поднялся ветер «Kaze Tachinu» (風立ちぬ) | Тацуо Хори           | Хиромицу Морита | 23 мая 1986 года      |
| 06 | Плоды Олимпа «Orinposu no Kajitsu» (オリンポスの果実)                                                                                           | Хидэмицу Танака      | Акико Мацусима  | 30 мая 1986 года      |
| 07 | Мальчуган, часть 1 «Botchan Zenpen: Shinnin Kyōshi Okoru!» (坊っちゃん 前編 新任教師怒る!)                                                      | Нацумэ Сосэки        | Эйсукэ Кондо    | 6 июня 1986 года      |
| 08 | Мальчуган, часть 2 «Botchan Kōhen: Akashatsu Daiji!» (坊っちゃん 後編 赤シャツ退治!)                                                            | Нацумэ Сосэки        | Эйсукэ Кондо    | 13 июня 1986 года     |
| 09 | Скитание «Hōrōki "Fūkin to Uonomachi" yori» (放浪記「風琴と魚の町」より)                                                                        | Фумико Хаяси         |                 | 20 июня 1986 года     |
| 10 | Танцовщица «Maihime» (舞姫) | Мори Огай            | Нобору Исигуро  | 27 июня 1986 года     |
| 11 | Асунаро-моногатари (あすなろ物語) | Ясуси Иноуэ          | Юмико Суда      | 4 июля 1986 года      |
| 12 | A Stone by the Roadside, Part 1: Junior High Dreams «Robō no Ishi Zenpen: Chūgaku Shibō» (路傍の石 前編 中学志望)                               | Юдзо Ямамото         |                 | 18 июля 1986 года     |
| 13 | A Stone by the Roadside, Part 2: Daily Heartbreak «Robō no Ishi Kōhen: Tsurai Hibi» (路傍の石 後編 つらい日々)                                  | Юдзо Ямамото         |                 | 25 июля 1986 года     |
| 14 | Сверстники (たけくらべ) | Итиё Хигути          | Исаму Кумада    | 1 августа 1986 года   |
| 15 | Паломничество в Коя (高野聖) | Кёка Идзуми          |                 | 8 августа 1986 года   |
| 16 | Кайдан: история и очерки об удивительных явлениях «Kaidan: Yoshikazu Monogatari» (怪談 芳一ものがたり)                                          | Коидзуми Якумо       | Исаму Кумада    | 15 августа 1986 года  |
| 17 | Home Town no Jikenbo «Akagawa Jirō: Hōmytaun no Jikenbo» (赤川次郎 ホームタウンの事件簿)                                                        | Дзиро Акагава        |                 | 29 августа 1986 года  |
| 18 | The Voice from Heaven «Akagawa Jirō: Ten kara no Koe» (赤川次郎 天からの声)                                                                     | Дзиро Акагава        |                 | 5 сентября 1986 года  |
| 19 | Театр жизни «Jinsei Gekijō» (人生劇場) | Сиро Одзаки          | Сигэру Омати    | 12 сентября 1986 года |
| 20 | Солнечный сезон «Taiyō no Kiseki: Kiken na Seishun» (太陽の季節 危険な青春)                                                                     | Синтаро Исихара      | Нобору Исигуро  | 19 сентября 1986 года |
| 21 | История Сюнкин «Shunkinshō: Kokoro no Ito Narimasu» (春琴抄 心の糸鳴ります)                                                                     | Дзюнъитиро Танидзаки | Акико Мацусима  | 3 октября 1986 года   |
| 22 | Гений дзюдо. Глава 1: Искатель приключений из зала Хиромити «Sugata Sanshirō Daichibu: Hiromichikan no Fūunji» (姿三四郎 第一部 紘道館の風雲児) | Цунэо Томита         |                 | 17 октября 1986 года  |
| 23 | Гений дзюдо. Глава 2: Смертельная буря в горах «Sugata Sanshirō Dainibu: Hissatsu no Yamaarashi» (姿三四郎 第二部 必殺の山嵐)                   | Цунэо Томита         |                 | 24 октября 1986 года  |
| 24 | Гений дзюдо. Глава 3: Финальное столкновение в Укёгахаре «Sugata Sanshirō Daisanbu: Ukyōgahara no Taiketsu» (姿三四郎 第三部 右京ヶ原の対決)    | Цунэо Томита         | Тэцуо Имадзава  | 31 октября 1986 года  |
| 25 | Бирманская арфа, часть 1: Глиняная хижина «Biruma no Tategoto Zenpen: Hanyū no Yado» (ビルマの竪琴 前編 埴生の宿)                               | Митио Такэяма        | Нобору Исигуро  | 7 ноября 1986 года    |
| 26 | Бирманская арфа, часть 2: Прощальная песня «Biruma no Tategoto Kōhen: Wakare no Uta» (ビルマの竪琴 後編 別れのうた)                             | Митио Такэяма        | Нобору Исигуро  | 14 ноября 1986 года   |
| 27 | Когоро Акэти: Подглядывающий с чердака «Kogorō Akechi: Yane-ura no Sanpōsha» (明智小五郎 屋根裏の散歩者)                                        | Эдогава Рампо        | Такэо Китахара  | 21 ноября 1986 года   |
| 28 | Когоро Акэти: Психологический тест «Kogorō Akechi: Shinri Shiken» (明智小五郎 心理試験)                                                         | Эдогава Рампо        | Такэо Китахара  | 28 ноября 1986 года   |
| 29 | Когоро Акэти: Красная комната «Kogorō Akechi: Akai Heya» (明智小五郎 赤い部屋)                                                                  | Эдогава Рампо        | Такэо Китахара  | 5 декабря 1986 года   |
| 30 | The New Story of Tōno «Shinshaku Tōno Monogatari» (新釈 遠野物語)                                                                               | Хисаси Иноуэ         |                 | 12 декабря 1986 года  |
| 31 | Смерть христианина «Ten ni Noboru Ai, "Hōkyōnin no Shi" yori» (天に昇る愛「奉教人の死」より)                                                    | Рюноскэ Акутагава    | Кацуми Такасука | 19 декабря 1986 года  |
| 32 | Shiro, Come Back to the North «Shiro, Kita e Kaeru, "Kōyasu Inu Monogatari" yori» (シロ、北へ帰る「高安犬物語」より)                            | Юкио Тогава          | Акико Мацусима  | 26 декабря 1986 года  |
| 33 | Student Days «Gakusei Jidai» (学生時代) | Масао Кумэ           | Акико Мацусима  | 8 октября 1987 года   |
| 34 | Дружба «Yūjō» (友情) | Санэацу Мусянокодзи  | Таку Сугияма    | 15 октября 1987 года  |